# Estadio Nacional Vasil Levski
El Estadio Nacional Vasil Levski (en búlgaro: Национален стадион „Васил Левски“) es un estadio multipropósito situado en Sofía, capital de Bulgaria. Es el estadio de fútbol más grande del país, y también una de sus mayores instalaciones deportivas, con 43 230 localidades de asiento.
Situado en el centro de la ciudad, lleva el nombre de Vasil Levski, un revolucionario considerado héroe nacional de Bulgaria. Es el estadio utilizado para sus encuentros como local por la selección de fútbol de Bulgaria, y está considerado un estadio de categoría Elite por la UEFA. También ha sido utilizado para otros acontecimientos multitudinarios, como conciertos musicales.

## Historia
En el lugar donde está ubicado el estadio se encontraban el estadio Levski de Sofía y el Estadio Junak, utilizados para encuentros de la selección nacional antes de su demolición. Al finalizar la Segunda Guerra Mundial, en 1944, ambos estadios fueron demolidos, comenzando la construcción del Estadio Nacional, que tenía en un principio una capacidad de 15 000 espectadores.

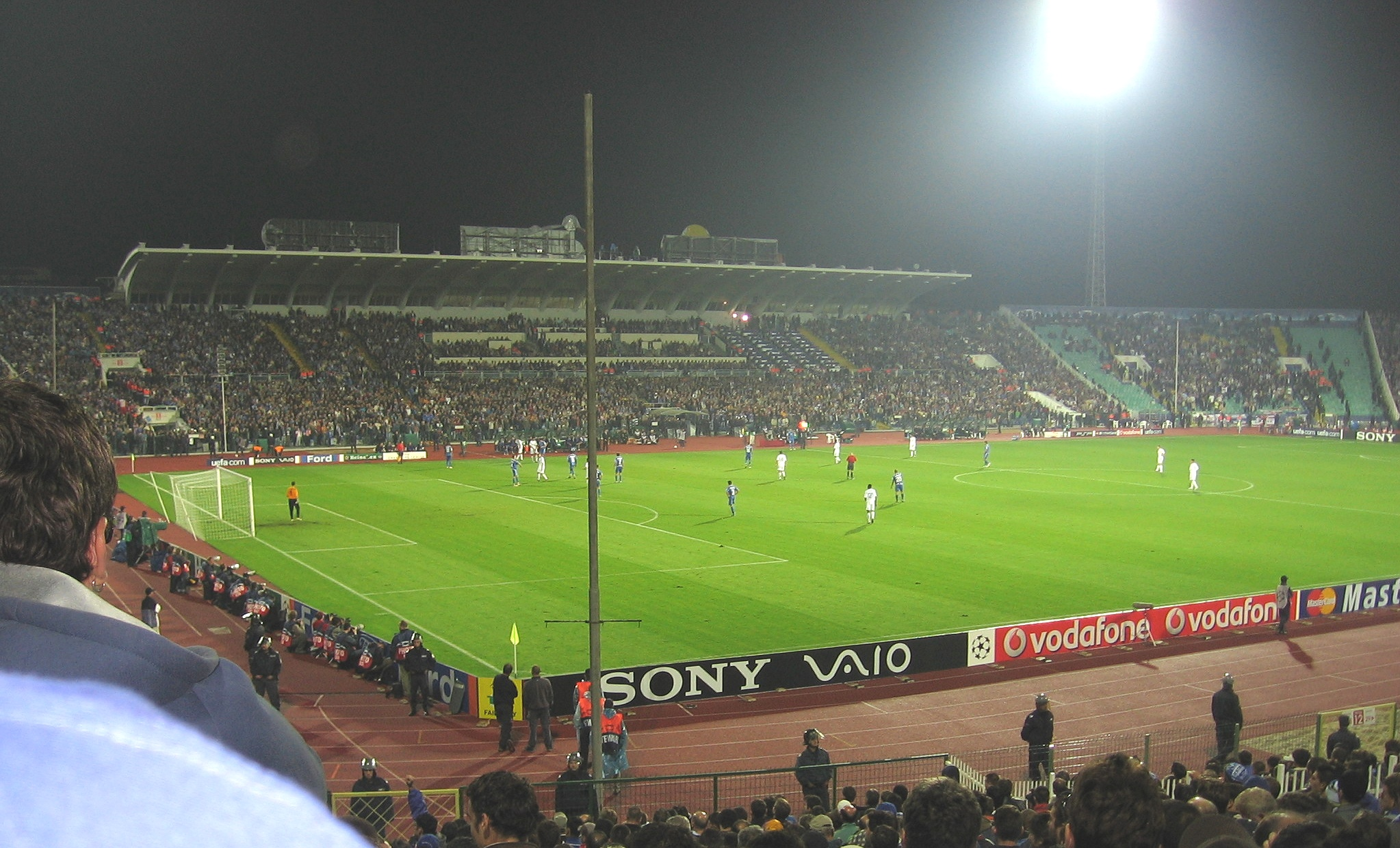
El estadio durante un partido de Liga de Campeones en 2006.

El Estadio Levski fue inaugurado oficialmente en 1953, y fue objeto de dos importantes renovaciones en 1966 y 2002. En 1957 fue sede de encuentros del Campeonato Europeo de Baloncesto de 1957, incluyendo la final entre la URSS y Bulgaria, a la que acudieron 48 000 personas cuando la competición aún se disputaba en recintos abiertos.
En el estadio se celebran los encuentros como local de la selección de fútbol de Bulgaria, así como la final de la Copa de Bulgaria y competiciones de atletismo. También alberga encuentros de competiciones europeas de equipos de la Liga Profesional de Bulgaria cuyos estadios no cumplen con la normativa UEFA. En la actualidad puede albergar finales de la UEFA Champions League, al haber sido declarado UEFA Elite stadium en 2002.
El Estadio Nacional formaba parte de las infraestructuras aportadas por la ciudad de Sofía en su candidatura como sede de los Juegos Olímpicos de Invierno de 2014, que finalmente fueron adjudicados a la ciudad rusa de Sochi. También ha sido escenario de multitudinarios conciertos musicales, como los ofrecidos por Lepa Brena, Scorpions, Metallica, Madonna, Guns N' Roses, AC/DC y Depeche Mode.

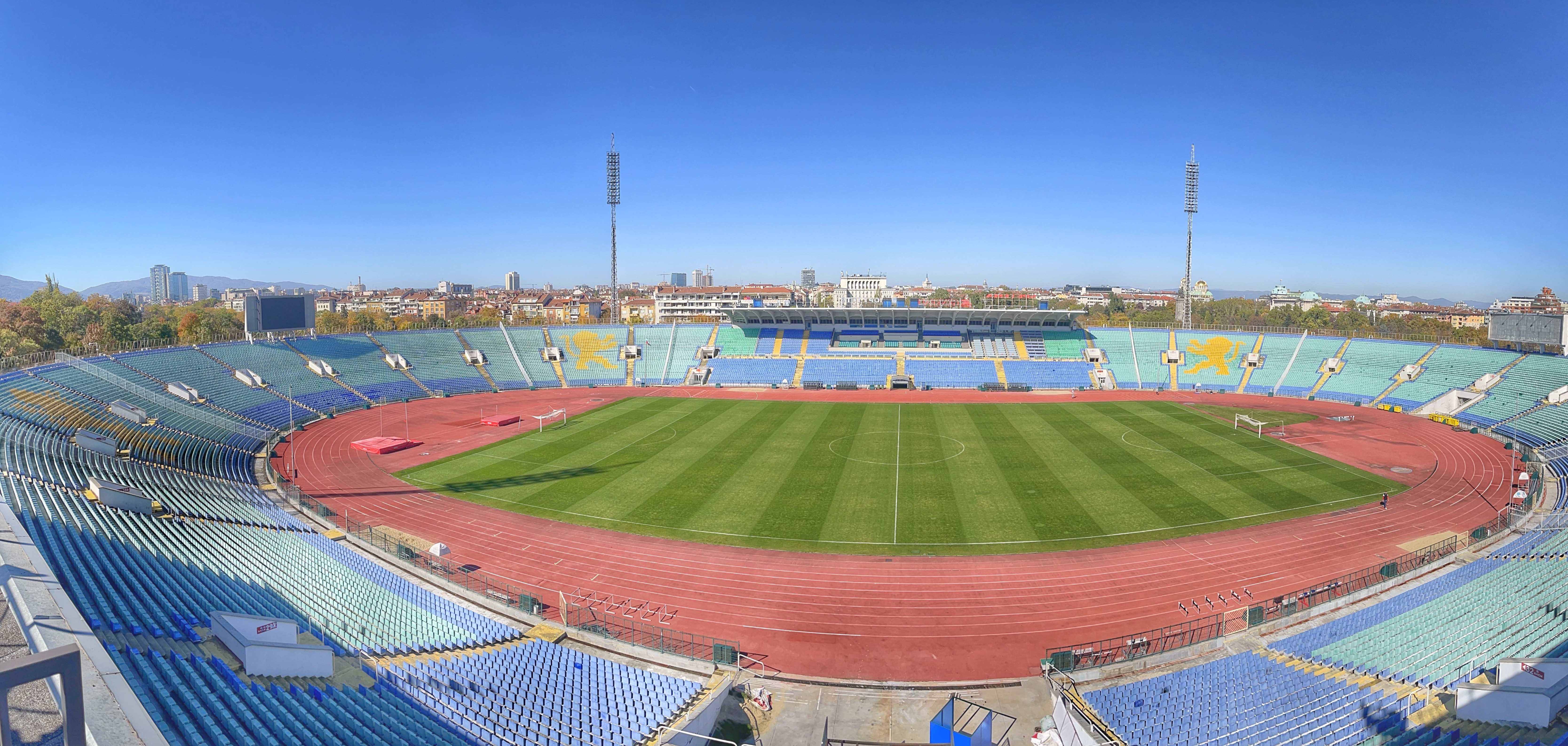
Imagen panorámica del estadio.

## Partidos Eurocopa de Fútbol 1960
| 25 de octubre de 1959                 | Bulgaria | 1:1 (0:0) | Yugoslavia | Estadio Nacional Vasil Levski, Sofía                                    |                                                                         |
|                                       | Diev 55' |           | Matuš 57'  | Asistencia: 27.560 espectadores Árbitro(s): Kurt Tschenscher (Alemania) | Asistencia: 27.560 espectadores Árbitro(s): Kurt Tschenscher (Alemania) |
| Yugoslavia ganó por 3-1 en el global. |          |           |            |                                                                         |                                                                         |

## Partidos Eurocopa de Fútbol 1964
| 29 de septiembre de 1963 | Bulgaria | 1:0 (1:0) | Francia | Estadio Nacional Vasil Levski, Sofía                             |                                                                  |
|                          | Diev 24' |           |         | Asistencia: 25.947 espectadores Árbitro(s): Faruk Talu (Turquía) | Asistencia: 25.947 espectadores Árbitro(s): Faruk Talu (Turquía) |